# Родники (Іглінський район)
Родники́ (рос. Родники, башк. Родники) — присілок у складі Іглінського району Башкортостану, Росія. Входить до складу Івано-Казанської сільської ради.
Населення — 84 особи (2010; 107 в 2002).
Національний склад:
- чуваші — 54 %